# 原虎吉

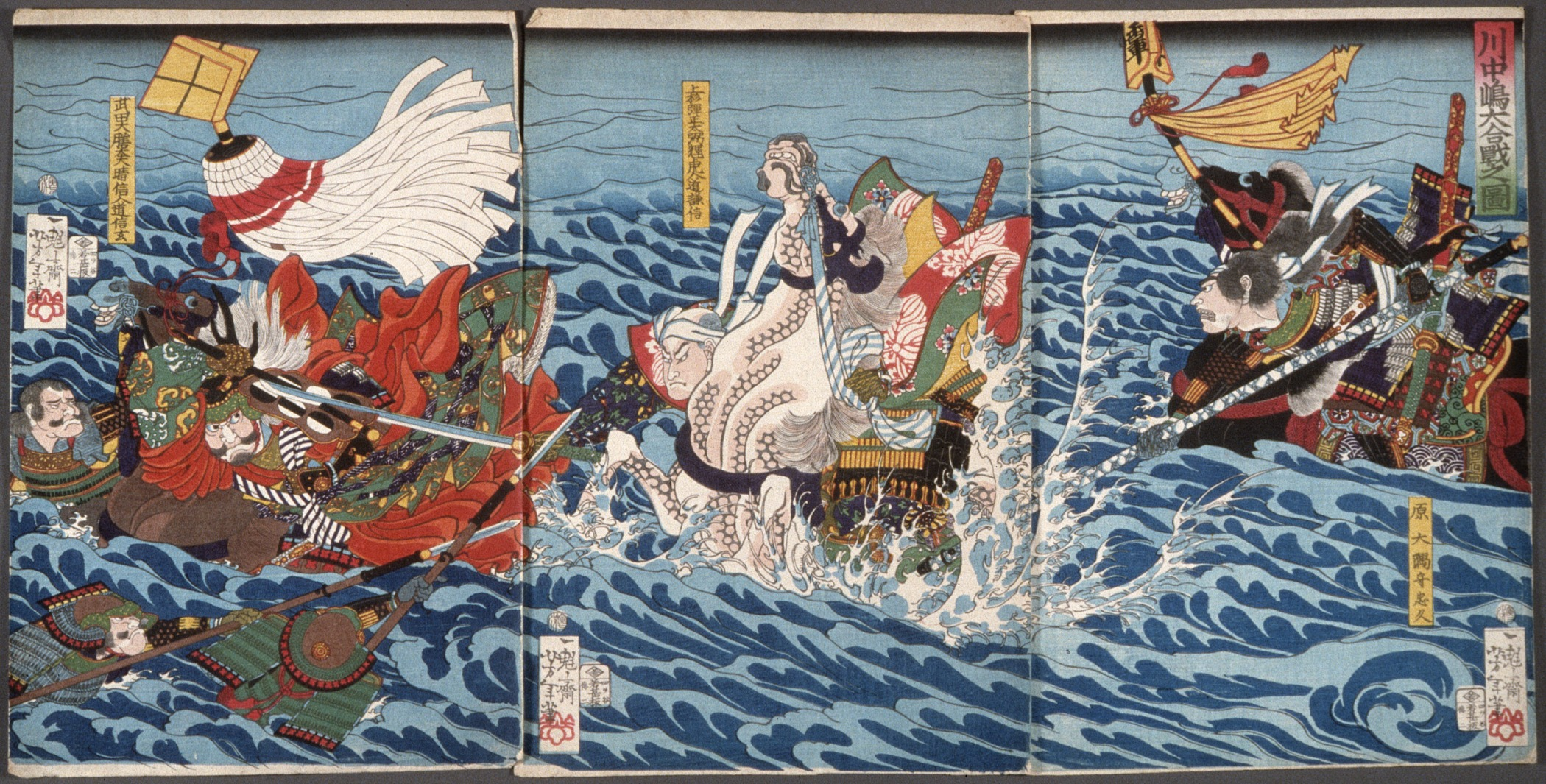
一魁斎芳年筆「川中嶋大合戦之図」

原 虎吉（はら とらよし、生没年不詳）は、戦国時代の武将。武田家家臣。通称は半右衛門尉。大隅守を称す。

## 生涯
「武田法性院信玄公御代惣人数之事」『甲陽軍鑑』によれば虎吉は横目衆（御中間頭）で、信玄から感状18通を与えられたという。初見史料は天文12年（1543年）8月8日の「広厳院文書」で、広厳院（山梨県笛吹市一宮町）に寺領を寄進している。この時点で「半右衛門尉」を名乗っている。「若宮八幡社所蔵棟札写帳」によれば、天文14年（1545年）8月12日の若宮八幡神社拝殿の再建棟札に「原大隅守」の名が記されているが、この棟札の内容には疑問点が指摘されている。
「甲斐国志所引文書」によれば、年未詳5月7日には御一門衆・穴山信君が虎吉から馬を入手したことに対する謝意を示している。この時点で「大隅守」を名乗っている。『甲斐国志』によれば、身延山の過去帳には虎吉の法名が「妙太」であったと記されていたという。『甲斐国志』によれば、虎吉の菩提寺は山梨県南アルプス市田島の妙太寺で、子孫は現在の東京都八王子市に移住したとしている(八王子千人同心参照)。
『甲陽軍鑑』によれば、永禄4年（1561年）の第4次川中島の戦いでは上杉謙信と武田信玄が一騎討ちを行ったとする逸話を記している。『甲陽軍鑑』では、白手拭で頭を包み月毛の馬に乗った騎馬武者が床几に座した信玄を切りつけ、信玄は立ち上がると軍配でこれを受けた。御中間頭の「原大隅守」は槍で馬を付くと騎馬武者は立ち去り、後に上杉謙信であると知ったという。

## 系譜
子孫は八王子千人同心千人頭として明治期まで存続が確認される。

武田二十四将の原昌胤とは別氏族。